# Läkarbok
En läkarbok är en medicinsk handbok för lekmannabruk. Läkarboken innehåller oftast fakta om vanliga sjukdomar, och hur man känner igen och botar dem.
Läkarböcker för allmänhetens bruk har funnits och finns i alla länder. I Sverige fanns sådana redan under medeltiden. Boken är dock inte avsedd att vara en ersättning för professionell läkarhjälp. Risk finns även för att amatörer missförstår texten. Hypokondriker överdriver ofta egna symptom som överensstämmer med symptombeskrivningen i läkarböcker.